# Tea Miloš
Tea Miloš es una deportista croata que compitió en acuatlón. Ganó una medalla de bronce en el Campeonato Mundial de Acuatlón de 2012.

## Palmarés internacional
| Campeonato Mundial | Campeonato Mundial       | Campeonato Mundial | Campeonato Mundial |
| Año                | Lugar                    | Medalla            | Prueba             |
| ------------------ | ------------------------ | ------------------ | ------------------ |
| 2012               | Auckland (Nueva Zelanda) | Medalla de bronce  | Individual         |